# Quero Vas

Das ehemaliges Gemeindegebiet von Quero Vas in der Provinz Belluno

Quero Vas ist eine ehemalige italienische Gemeinde (comune) in der Provinz Belluno, (Region Venetien). Ende 2022 zählte sie 3116 Einwohner. Die Gemeinde Quero Vas bestand von Ende 2013 bis Anfang 2024. 

## Geographie
Die Gemeinde lag etwa 30 Kilometer südwestlich der Provinzhauptstadt Belluno eingebettet zwischen dem Monte Grappa im Westen und dem Fluss Piave im Osten. Das 46 km² große Gemeindegebiet umfasste die Fraktionen Caorera, Carpen, Cilladon, Marziai, Quero (Sitz der Gemeinde), Santa Maria, Scalon, Schievenin und Vas.

## Geschichte

Ehemaliges Gemeindewappen

Die Gemeinde Quero Vas entstand am 28. Dezember 2013 aus dem Zusammenschluss der Gemeinden Quero und Vas. Am 22. Januar 2024 wurde sie mit der Nachbargemeinde Alano di Piave zur neuen Gemeinde Setteville zusammengeschlossen.